# Tiburtio Massaino
Tiburtio Massaino, też Massaini oraz Tiburzio (ur. przed 1550 w Cremonie, zm. 1608 w Piacenzy lub Lodi) – włoski augustianin i kompozytor.
Był członkiem zakonu augustianów w Piacenzy. W 1571 objął funkcję maestro di cappella przy kościele S. Maria del Popolo w Rzymie.  W 1578 przeniósł się do Modeny, w 1580 roku do Lodi, a w 1587 do Salò. W 1589/90 wstąpił na służbę u arcyksięcia Ferdynanda II w Innsbrucku. Następnie odnotowano jego pobyt w Salzburgu w 1591, w Pradze, gdzie spotkał Philippe de Monte do r. 1594, kiedy to wyjechał do Piacenzy i Cremony. Powrócił do Piacenzy w 1598, następnie objął funkcję maestro di cappella w Lodi (1600/08). Adriano Banchieri odnotował, że Massaino był maestro di cappella w Piacenzy w roku 1609.

## Dzieło
Wcześniejsze utwory pisane są w stylu renesansowym. W twórczości późniejszej pojawiają się elementy stylistyczne wczesnego baroku (np. użycie basso continuo w Sacrarum cantionum liber primus z 1607)

### Utwory religijne
- Concentus in universos psalmos... in vesperis omnium festorum per totum annum frequentatos, cum 3 Magnificat, 5, 9 gł. (1576 and 1588);
- Motectorum liber primus, 5, 6 gł. (1576);
- Missae liber primus: Missa ‘Rorate coeli’, Missa ‘Nuncium vobis’, Missa ‘Omnes gentes’, 5, 6 gł. (1578);
- Sacri cantus... liber secundus, 5 gł. (1580);
- Psalmi omnes ad vesperas per totum annum decantandi, cum una Magnificat, 8 gł. (1587);
- Secundus liber missarum, 5 gł. (1587);
- Motectorum... liber tertius, 5 gł. (1950);
- Liber primus cantionum ecclesiasticarum, 4 gł. (Praga, 1592; 1580);
- Sacrae cantiones... liber primus, 6 gł. (1592);
- Sacri modulorum concentus, 6–10, 12 gł. (1592);
- Primus liber missarum, 6 gł. (1595);
- Sacrae cantiones... liber secundus, 6 gł. (1596);
- Tertius liber missarum, 5 gł. (1598);
- Motectorum liber quartus, 5 gł. (1599);
- Musica super Threnos Ieremiae prophete in maiori hebdomada decantandas, 5 gł. (1599);
- Missarum liber primus, 8 gł. (1600);
- Sacrae cantiones... liber tertius, 6 gł. (1601);
- Sacri modulorum concentus, 8–10, 12, 15, 16 gł., op. 31 (1606);
- Musica per cantare con l'organo, 1–3 gł., org, op. 32 (1607);
- Sacrarum cantionum liber primus, 7 gł., bc (org), op. 33 (1607);
- Quaerimoniae cum responsoriis infra hebdomadam sanctam concinendae, et passiones pro Dominica Palmarum, & feria sexta, 5 gł. (1609);
- 2 msze;
- 3 magnificaty;
- 21 motety;
- 20 innych utworów wokalnych.

### Utwory świeckie
- Il primo libro de madrigali, 4 gł. (1569);
- Il primo libro de madrigali, 5 gł. (1571);
- Il secondo libro de madrigali, 4 gł. (1573);
- Il secondo libro de madrigali, 5 gł. (1578);
- Trionfo di musica... libro primo, 6 gł. (1579);
- Il terzo libro de madrigali, 5 gł. (1587);
- Il quarto libro de madrigali, 5 gł. (1594);
- Madrigali... libro primo, 6 gł. (1604);
- Il secondo libro de madrigali, 6 gł. (1604);
- 4 madrygały, 5, 6 gł.

### Utwory instrumentalne
- 3 canzony, 4 transkrypcje madrygałów na lutnię;
- 3 canzony.